# …és megint dühbe jövünk
Az ...és megint dühbe jövünk (eredeti cím olaszul: Pari e dispari, a. m. „Páros és páratlan”) 1978-ban bemutatott olasz–amerikai bűnügyi filmvígjáték Sergio Corbucci rendezésében. Producere Vittorio Galiano, a forgatókönyvet Mario Amendola és Bruno Corbucci írta, a zenéjét Guido és Maurizio de Angelis szerezte. A főszerepben Bud Spencer és Terence Hill látható, mint Charlie és Johnny Firpo. A magyar cím némileg megtévesztő: a film nem a Különben dühbe jövünk (1974) történetének folytatása, csupán ugyanaz a két színész alakítja a főszereplőket, valamint ebben a filmben is „dühbe jönnek”, ezúttal Miamiban szállnak szembe a helyi bűnszervezettel.
A mozifilm a Derby Cinematografica gyártásában készült, a Columbia Pictures forgalmazásában jelent meg. Olaszországban 1978. október 28-án mutatták be a mozikban. Magyarországon három évvel később feliratos változatban vetítették a mozikban. Szinkronizált változatát 1986. július 13-án az MTV1 televíziós csatornán sugározták, és ebben a változatban mutatták be újra a mozikban 2016. december 1-jén.

## Cselekmény
Egy „Paragoulis, a Görög” nevű hírhedt hamiskártyás és emberei tartják a markukban Miamiban a kaszinókat és a fogadóirodákat. Ha kell csalással, rongálással, fenyegetéssel vagy lefizetéssel változtatják meg a sportesemények eredményeit, minek következtében a Flotta sportolói sorozatosan vereséget szenvednek a Hadseregtől. O'Connor admirális megelégeli a dolgot és hadat üzen az alvilágnak. A kiváló sportembert, Johnny Firpo hadnagyot bízza meg az akció lebonyolításával. Ehhez azonban szükség van Johnny gyerekkora óta nem látott féltestvérére, Charlie-ra, aki régebben a Görög alkalmazottjaként szerencsejátékosként kereste a kenyerét. Charlie időközben megelégelte a hamiskártyázást, beverte a Görög orrát, távozott és megfogadta, hogy soha semmilyen szerencsejátékban többé nem vesz részt. Azóta kamionsofőrként dolgozik. Johnny feladata valamiképpen megismerkedni Charlie-val, majd rávenni a Görög elleni akcióra. A jószívű, de morcos és emberkerülő Charlie megismerése azonban nehéz feladatnak ígérkezik.
Mikor Charlie Miamiba menet szokása szerint betér az országút menti Green Frog (Zöld Béka) nevű kocsmába, hogy elfogyassza a tripla hamburgerből, habostortából és három sörből álló ebédjét, észre sem veszi a sarokban automatán játszó fiatalembert. Az ebédjét azonban félbe kell hagynia, mert megérkeznek a Görög emberei, hogy egy pénznyerőgépet állítsanak fel a kocsmában. A tulajdonos, Charlie régi ismerőse azonban tiltakozik, hiszen van már egy játékautomata a kocsmában. A tiltakozás nyomán szétverik a flippert, amivel Johnny játszik, a tulaj fejét belenyomják Charlie tortájába, ami igen rossz ötletnek bizonyul. Johnny és Charlie ketten szétverik a bandát, akik fejvesztve menekülnek. Johnny nem árulja el, ki valójában és megpróbál barátságba kerülni Charlie-val, aki azonban nem szíveli a társaságot. Végül Johnny elég trükkös módon eléri, hogy Charlie elvigye stopposként a kamionnal. Estére egy országúti csehónál állnak meg. Charlie aludni tér a kamionban, Johnny bemegy, megismerkedik egy csinos lánnyal, aki hátraviszi egy baráti pókerezéshez Nynfus-szal és Bugsyval, a Görög két emberével. Johnny először nyer tíz dollárt, végül (minden bizonnyal szándékosan) veszít több mint tízezret. Tartozása fejében felajánlja Charlie kamionját, közli a bandával, hogy egy hobó alszik a fülkében, akit nyugodtan kidobhatnak. Charlie azonban nem szereti, ha álmából nem eléggé tapintatosan ébresztik, egymaga szétveri Nynfus embereit. Míg ők verekednek, Johnny ellopja a kamiont.
Másnap felhívja az egyik kocsmában szomorkodó Charlie-t, hogy találkozzanak a roncsderbyn, ahol némi bonyodalmak után elárulja valódi kilétét. Charlie beszervezése végett azt hazudja, hogy eladta a kamiont, kell a pénz a Papi szemműtétjére, mert közös apjukat a Görög úgy megverette Charlie miatt, hogy megvakult. A kamion ára sem elég a szemműtétre, mert a Papi ragaszkodik a kék szemhez, ami tovább drágítja a műtétet. A Papi persze egyáltalán nem vak, sőt, maga is benne van apróbb stiklikben, fogadásokban. Charlie persze ezt nem tudja és beleegyezik, hogy gyorsan összeszednek százezer dollárt sportfogadásokkal és pókerrel a Papi szemműtétjére.
Az akció beindul, Charlie kioktatja a kiváló fejszámoló és matematikus Johnnyt a póker rejtelmeiről, Johnny egy vesztésre kijelölt és megzsarolt zsoké helyébe lépve győz az ügetőn, Charlie a kiöregedő és vesztésre álló Jamon Serrano nevű barátja helyére áll és győz egy baszk pelotaversenyen. Johnny mindkét esetben hatalmas tétekben fogad a Görög embereinél, félmillió dollárt nyer. Az igazi célpont azonban maga a Görög. Felajánlja Nynfusnak, hogy az egész pénzt felteszi egy pókerjátszmára, ha a Görög lesz az ellenfele. A múltkori kocsmai eset után Nynfus és Bugsy úgy tudják, hogy Johnny nem tud kártyázni, a Görög egy pillanat alatt vissza fogja nyerni a pénzt. Johnnyt motorcsónakkal elviszik az amerikai vizeken túl horgonyzó illegális kaszinóhajóra.
Johnny csak egy forgatásra áll meg a rulettasztalnál, máris nyer egy nagy összeget. A Görög eleinte fölényes vele, de hiába minden hamiskártyás trükkje, a Charlie által kiokosított és a valószínűségszámításban is verhetetlen Johnny folyamatosan nyer. Hamarosan már a görög nadrágja és a hajó a tét. Johnny túlzásba vitte a nyerést, ami egy ilyen helyen meglehetősen ártalmas az egészségre. Ha nem érkezik erősítés, Johnny hamarosan cápaeledellé változhat. Mivel túl vannak a felségvizeken, a tengerészet és a parti őrség nem avatkozhat be.
Egy váratlan és szerencsétlen fordulat azonban Johnny segítségére lesz. Charlie egy kocsmában felfedezi a vaknak hitt Papit, amint éppen biliárdtrükköket mutat be a vendégeknek. Ezzel Papi le is bukik, a felháborodott Charlie dühében az egész kocsmaberendezést szétveri, majd elindul motorcsónakkal vontatott ejtőernyővel a hajóra, no nem segíteni, hanem Johnnynak pár pofont kiosztani. Johnny torka körül már szorul a hurok, amikor a mennyezeten át megérkezik Charlie. Néhány pofon után azonban kapcsol, hogy nem egymással kell hadakozniuk, hanem a Göröggel. Egy humoros tömegverekedés után a banda egy kupacban hever az asztalon. A sikeres akcióért Johnny a haditengerészettől kitüntetést kap, Charlie jutalma egy minden extrával felszerelt kamion. A Görögtől nyert pénzt fej vagy írás alapon akarják elosztani. Charlie kikötése, hogy ha sem fej, sem írás nem lesz az eredmény, akkor a pénz a Charlie által nagyon kedvelt Susan nővér árvaházáé lesz. A feldobott pénzt (Charlie jelére) egy sirály elkapja és elviszi, így a pénz az árváké lesz.

## Szereplők
| Szerep                                        | Színész              | Magyar hang                                     |
| --------------------------------------------- | -------------------- | ----------------------------------------------- |
| Johnny Firpo hadnagy                          | Terence Hill         | Ujréti László                                   |
| Charlie Firpo                                 | Bud Spencer          | Bujtor István                                   |
| Mike Firpo (Papi)                             | Jerry Lester         | Csákányi László                                 |
| O'Connor admirális                            | Woody Woodbury       | Verebes Károly                                  |
| Paragoulis                                    | Luciano Catenacci    | Velenczey István                                |
| Susan nővér                                   | Marisa Laurito       | Detre Annamária                                 |
| Nynfusék szőke barátnője                      | Kim McKay            | Kovács Nóra                                     |
| Nynfus                                        | Salvatore Borghese   | Gáti Oszkár                                     |
| Bugsy                                         | Claudio Ruffini      | Csurka László                                   |
| Mancino                                       | Riccardo Pizzuti     | Láng József                                     |
| Verdone                                       | Giancarlo Bastianoni | Dózsa László (1. hang) Szokolay Ottó (2. hang)  |
| Smilzo                                        | Sergio Smacchi       | Perlaki István (1. hang) Dózsa László (2. hang) |
| Nynfus kék öltönyös embere                    | Giovanni Cianfriglia | Várkonyi András                                 |
| Sullivan, O'Connor admirális segédje          | Carlo Reali          | Balázsi Gyula                                   |
| Bob, az éttermes                              | Bobby Gale           | Harkányi Endre                                  |
| Önmaga                                        | Jamon Serrano        | Szabó Ottó                                      |
| Delfin-tolmács (hang)                         | (delfin)             | Détár Enikő                                     |
| Bukméker                                      | N/A                  | Sörös Sándor (1. hang) Kiss Gábor (2. hang)     |
| O'Connor admirális segédje                    | N/A                  | Versényi László                                 |
| Szerelő                                       | N/A                  | N/A                                             |
| Matróz                                        | N/A                  | Rudolf Péter                                    |
| Fogadó                                        | N/A                  | Orosz István                                    |
| Bokszutcai főnök                              | N/A                  | Benkóczy Zoltán                                 |
| Idősebb fogadó                                | N/A                  | Antal László                                    |
| Közvetítő                                     | N/A                  | N/A                                             |
| Sam Stallion, Fárosz hajtója                  | N/A                  | Sörös Sándor                                    |
| Hajtó                                         | N/A                  | Harmath Imre                                    |
| Krupiélány                                    | N/A                  | Rák Kati                                        |
| Rulettező nők                                 | N/A                  | Magda Gabi                                      |
| Rulettező nők                                 | N/A                  | Czigány Judit                                   |
| Kamionsofőr                                   | N/A                  | Surányi Imre                                    |
| Kártyapartner                                 | N/A                  | Kiss Gábor                                      |
| Nynfus göndör embere                          | N/A                  | N/A                                             |
| Sportriporter az amerikai foci meccsen (hang) | N/A                  | Vitár Róbert                                    |
| Sportriporter a roncsderbin (hang)            | N/A                  | Vass István Zoltán                              |
| Sportriporter a motorcsónakversenyen (hang)   | N/A                  | Radnóti László                                  |
| Sportriporter a banánlabdaversenyen (hang)    | N/A                  | Török László                                    |
| Sportriporter a lóversenyen (hang)            | N/A                  | N/A                                             |

## Filmzene
A filmben hallható zeneszámokat Guido és Maurizio de Angelis szerezték, akik más Bud Spencer–Terence Hill-filmek zenéiért is felelősek (A zenékhez Oliver Onions néven is adták a nevüket).
A filmben hallható a Brotherly Love című zene a film főcímdalaként, valamint különböző jeleneteknél hallható még a Miss Robot, a Switch, a The Man on the Boat, illetve az Angels and Beans. Érdekesség még, hogy a film zenéi közül többet is használnak a főszereplők más filmjében, filmjeiben.
Például a film főcimdala felcsendül a Banános Joe-ban is, amikor Joe kidobóként dolgozik, a Miss Robot pedig az Akit Buldózernek hívtak című filmben is szerepel.

## Érdekességek
- A betoncipős Joe De Miro személye nem ismert, a nevét egy balladában örökítették meg. Főként az 1920-as évek amerikai gengsztervilágában a leszámolás egyik módja volt, hogy az elfogott személyt kötélen egy hordó betonba vagy cementbe mártották a cipő magasságáig. Akkoriban már ismert volt a gyorsan kötő cement, így az anyag hamar megszilárdult és utána az áldozatot vízbe dobták, a súly a fenékre húzta. A kivégzésnek ezt a módját nevezték betoncipőnek. Nem tévesztendő össze a hagyományos búvárok hasonló célt szolgáló ólomkapcájával. Az Olsen-banda filmek egyik részében Egont ezen a módon akarta kivégezni a konkurens banda.
- A kamion ellopása után Charlie telefonon a főnökkel beszél, elmondja, a kamiont egy Johnny nevű férfi lopta el, aki azonban nem John Travolta volt. Ennek oka, a film készítésének idejében járt tetőpontján a Szombat esti láz féle diszkóláz, a film főszereplője, John Travolta egyik napról a másikra az egyik legnagyobb filmsztárrá vált.[2]
- A banda egyik tagja Bugsy, neve utalás Bugsy Siegelre, az egyik legismertebb amerikai gengszterre, akinek nagy szerepe volt Las Vegas kaszinóvárossá válásában. A karakter eredeti neve Picchio volt, angol változatban Pinky és Bugsy néven is szerepel.
- Amikor O’ Connor admirális áttekinti Johnny sportsikereit, elcsodálkozik, hogy miért csak második lett az összamerikai ökölvívó-bajnokságon. Johnny válasza: „Úgy, hogy Carlos Monzón lett az első”, mire az admirális rögtön megértő lesz. Carlos Monzón a valóságban is híres profi ökölvívó volt, hét éven át a középsúly vitathatatlan világbajnoka.
- Amikor Nynfus emberei először felszólítják Charliet hogy szálljon ki a kamionból, akkor Charlie félálomban először azt hiszi, hogy rendőrök jöttek őt igazoltatni. Ezt a magyar változatból kivágták az akkori jogok miatt.
- A Pharos nevű versenyló hajtóját Sam Stallionnak hívják, ami beszélő név: a stallion jelentése angolul csődör.
- A pelotajátékos Jamon Serrano nevét egy sonkafajta ihlette.[2]

## Televíziós megjelenések
MTV-1 / TV-1, TV-2, Duna TV, Szív TV, TV3, RTL Klub, Film+, Poén TV / Prizma TV / RTL+ / RTL HÁROM, Cool, Film+ 2